# Арка 22
Арка 22 е възпоменателна арка по пътя за Банджул в Гамбия. Построена е през 1996 г., за да отбележи военния преврат от 22 юли 1994 г., чрез който Яйя Джаме и неговият временен управляващ съвет на въоръжените сили свалят демократично избраното правителство на Гамбия.
Арката стои на магистралата Банджул-Серекунда, близо до острова за движение на някои кръстовища. Статуя на „непознатия войник“ може да се види близо до основата на арката: войникът има пушка, завързана на гърба си, и носи бебе в едната си ръка, докато сигнализира за победа (прави V-знак) с другата.
Арка 22 е изобразена на гърба на банкнотата от 100 даласи.

## Конструкция
Арката е проектирана от сенегалския архитект Пиер Гудиаби, който също проектира международното летище Юндум в Банджул и африканския ренесансов паметник в Дакар, Сенегал.
С височина от 35 метра, арката е една от най-високите структури в Гамбия. Основа на сградата са осем колони, като тя се състои от три етажа. Достъпът до горните етажи може да се осъществи чрез няколко асансьора и спираловидни кутии.
Първият етаж е на междинно ниво в колоните. Галерията на втория етаж предоставя впечатляваща панорама на града, като гледката се простира надолу към морското пристанище Банджул и мангровите гори на комплекса Танби Уетланд. На последния етаж има малък текстилен музей.